# Nell'azzurro del cielo
Nell'azzurro del cielo  (Das Blaue vom Himmel) è un film del 1932 diretto da Victor Janson.

## Produzione
Il film, prodotto dall'Aafa-Film AG, fu girato parte in Italia, sul Lago Maggiore e sulle Alpi, e parte in Germania, all'aeroporto berlinese di Tempelhof, alla Porta di Brandeburgo e alla stazione della metropolitana.

## Distribuzione
Distribuito dall'Aafa-Film AG, uscì nelle sale cinematografiche tedesche presentato al Primus-Palast di Berlino il 20 dicembre 1932. Il visto di censura B.32642 del 6 dicembre 1932, ne vietava la visione ai minori. In Italia, fu distribuito dalla Attilio Liga con il titolo Nell'azzurro del cielo o Melodie celesti.